# National Association of Manufacturers
Pour les articles homonymes, voir NAM.
La National Association of Manufacturers ou NAM  est une association regroupant les entreprises industrielles américaines. 
Créée à Cincinnati (Ohio), en 1895, son siège est désormais à Washington, avec plus d'une dizaine de représentations à travers les États-Unis. C'est la plus grande association du monde économique américain, représentant les petits et les grands fabricants de tous les secteurs industriels, dans l'ensemble des 50 États américains.
Le but de la NAM est d'améliorer la compétitivité des industriels américains en poussant à la création d'un environnement législatif et réglementaire favorable à ses membres. Elle joue donc un rôle de lobby auprès de la classe politique, des médias et du public américain. Elle est considérée comme le plus puissant lobby économique aux États-Unis.
L'association compte près de 12 000 membres et est actuellement présidée (août 2006) par John Engler. 
Au cours de l'été 2006, de vives tensions sont apparues au sein de la NAM, pouvant conduire à un schisme entre grands groupes industriels et PME. Ces dernières, souffrant durement des importations chinoises et de la faiblesse du yuan, souhaitent un durcissement de la politique commerciale américaine vis-à-vis de la Chine, contrairement aux intérêts des grands groupes qui y ont délocalisé des usines et qui y vendent massivement.  